# 石谷左内
石谷 左内（いしがや さない。生没年不明） は江戸時代の旗本。

## 生涯
文政8年（1825年）12月7日、新規召出として小納戸となる。文政10年（1827年）12月14日に小姓となり、天保8年（1837年）4月2日に西丸小姓となり、天保12年（1841年）3月23日に西丸小納戸となったという。天保12年（1841年）5月12日、理由は不明であるが、思召有之御役御免となっている。
『寛政譜以降旗本家百科事典』において、『天保11年武鑑』で800石の記載があるため、年月不明であるが、石谷清豊（800石旗本）の家督を継いだものと思われる。
兄と思われる清香の生年が寛政2年（1790年）であるため、左内の生年はそれ以降と推測される。また寛政譜には石谷清豊の子として、女子、石谷清香、直三郎、直五郎の、4名の記載があるが、左内が直三郎・直五郎・もしくはそれ以外、のいずれかは不明である。

## 子女
- 石谷金之丞

　800石旗本。弘化3年（1846年）10月6日に家督を継いで小普請に入り、安政5年（1858年）5月29日に小姓組に入ったという。生没年不明。